# Simona Patraulea
Simona Patraulea (n. 27 iulie 1931, Marcea, România – d. 14 noiembrie 2018, București, România) a fost o realizatoare TV din România.

## Biografie
Simona Patraulea s-a născut la 28 septembrie 1931. Realizator de emisiuni de radio și de televiziune, Simona Patraulea și-a făcut debutul în TVR alături de Valeriu Lazarov, la prima ediție a „Cerbului de Aur”. A realizat apoi emisiunile „Steaua fără nume” și „Cu mască, fără mască”.

## Ca realizatoare a emisiunii „Floarea din grădină”
Timp de 13 ani, Simona Patraulea a fost redactorul emisiunii în care și-au făcut debutul nume mari ale folclorului românesc.

## Decesul
S-a stins din viață una dintre cele mai îndrăgite realizatoare TV - Simona Patraulea. Avea 87 de ani. A fost înmormântată în București. Slujba s-a ținut la Cimitirul Sfânta Vineri din municipiul București, sector 1.